# HD 207832
HD 207832 — звезда, которая находится в созвездии Южная Рыба на расстоянии около 177 световых лет от нас. Вокруг звезды обращаются, как минимум, две планеты.

## Характеристики
HD 207832 — звезда 8,78 звёздной величины; впервые в астрономической литературе упоминается в каталоге Генри Дрейпера, изданном в начале XX века. Она представляет собой жёлтый карлик и по своим параметрам очень напоминает наше дневное светило. Масса и радиус звезды равны 94% и 90% солнечным соответственно. Светимость звезды равна 77% солнечной. Температура поверхности HD 207832 составляет приблизительно 5710 кельвинов. Возраст звезды оценивается приблизительно в 4,5 миллиарда лет.

## Планетная система
В 2012 году калифорнийской группой астрономов, ведущих поиск экзопланет с 1994 года, было объявлено об открытии двух планет в системе: HD 207832 b и HD 207832 c. Обе они представляют собой газовые гиганты. HD 207832 b имеет массу, равную 56% массы Юпитера и обращается на расстоянии 0,57 а.е. от родительской звезды.
Орбита HD 207832 c лежит дальше — на расстоянии 2,11 а.е. от звезды. Масса планеты составляет 73% массы Юпитера. Год на ней длится около 1156 суток. Открытие обеих планет было совершено методом доплеровской спектроскопии. Ниже представлена сводная таблица их характеристик.